# 贝克多夫 (绍姆堡县)
贝克多夫（德語：Beckedorf，發音：['beːkədɔʁf]）是德国下萨克森州绍姆堡县的市镇，面积9.83平方千米，2023年12月31日人口为1,439人。

## 历史
1839年6月15日，一场龙卷风袭击了贝克多夫，當地的两个农场和一座房屋被完全摧毁。